# Какпак (Райимбецький район)
Какпа́к (каз. Қақпақ) — село у складі Райимбецького району Алматинської області Казахстану. Адміністративний центр Какпацького сільського округу.
Населення — 1532 особи (2021; 2300 у 2009, 2561 у 1999, 2952 у 1989).